# Eustace Chapuys
Eustace Chapuys, född år 1489 i Annecy i Savojen, död år 1556, tjänstgjorde som kejserlig ambassadör i England från år 1529 till år 1545, och är mest känd för sin extensiva och uttömmande korrespondens som fungerat som källmaterial för otaliga historiker.

## Biografi
Eustace Chapuys studerade vid universitetet i Turin från år 1507, och stannade där i åtminstone 8 år. År 1517 blev han anställd som tjänsteman vid hertighovet i Genève, varpå han även kom att tjäna under Karl III av Savojen och Karl III, hertig av Bourbon. År 1527 trädde han i tjänst hos kejsare Karl V. 
Efter att först ha tjänstgjort som ambassadör i Savojen skickades Chapuys till England i september 1529 för att ta över posten som ambassadör där från Iñigo López de Mendoza y Zúñiga. Denna tjänst hade av och till varit ej tillsatt efter att den tidigare ambassadören Louis de Praet förklarats vara persona non grata av Henrik VIII år 1525. Chapuys bakgrund som jurist gjorde att han var lämpad att agera som försvarare åt Henriks hustru, Katarina av Aragonien, som var Karl V:s moster, under de förhandlingar om att upplösa äktenskapet som Henrik VIII hade inlett. (Det var dessa förhandlingar som i sinom tid kom att leda till att Henrik VIII bröt med påvens auktoritet, och genomförde den engelska reformationen.)  Chapuys försök att besegra den engelske kungens åtgärder mot äktenskapet och Katarina misslyckades, och Henrik gifte om sig med Anne Boleyn. Chapuys negativa kommentarer om Anne har legat till grund för många beskrivningar av henne genom historien. Katarina av Aragonien dog år 1536.

Två samtida kollegor till Chapuys, som visar hur ambassadörer framställdes under perioden - mäktiga, rika och lärda (Ambassadörerna av Hans Holbein d.y.)

Chapuys blev kvar som kejserlig ambassadör i England fram till år 1545, med ett kort avbrott år 1539 då han utförde ett uppdrag åt kejsaren i Antwerpen. Slutligen bad han dock om att få bli entledigad från sin tjänst på grund av tilltagande sjukdom. Han fick dock inte kejsarens tillåtelse att resa hem förrän han introducerat sin efterträdare, François van der Delft. Efter sin hemkomst slog sig Chapuys ner i Leuven i Nederländerna, och där startade han en förberedande skola, Collège de Savoie, för lovande elever från sin hemstad Savojen.
Chapuys finns med som en karaktär i  William Shakespeares pjäs Henrik VIII under namnet Capucius.  Han är också en av huvudkaraktärerna i Robert Bolts pjäs A Man for All Seasons, även om han tagits bort ur filmversionen. Chapuys spelas av Anthony Brophy i serien The Tudors.